# Patriot (Indiana)
Patriot is een plaats (town) in de Amerikaanse staat Indiana, en valt bestuurlijk gezien onder Switzerland County.

## Demografie
Bij de volkstelling in 2000 werd het aantal inwoners vastgesteld op 202.
In 2006 is het aantal inwoners door het United States Census Bureau geschat op 192, een daling van 10 (-5,0%).

## Geografie
Volgens het United States Census Bureau beslaat de plaats een oppervlakte van
0,7 km², waarvan 0,6 km² land en 0,1 km² water. Patriot ligt op ongeveer 246 m boven zeeniveau.

## Plaatsen in de nabije omgeving
De onderstaande figuur toont nabijgelegen plaatsen in een straal van 20 km rond Patriot.